# Ortel Książęcy Drugi
Ortel Książęcy Drugi (prononciation : [ˈɔrtɛl kɕɔ̃ˈʐɛnt͡sɨ ˈdruɡʲi]) est un village polonais de la gmina de Biała Podlaska dans le powiat de Biała Podlaska de la voïvodie de Lublin dans l'est de la Pologne.
Le village comptait approximativement une population de 179 habitants en 2010.

## Histoire
De 1975 à 1998, le village est attaché administrativement à la voïvodie de Biała Podlaska.

Depuis 1999, il fait partie de la voïvodie de Lublin.